# Mononucleosis infectiosa
A Pfeiffer-féle mirigyláz vagy csókbetegség (tudományos nevén Mononucleosis infectiosa) egy herpeszvírus okozta fertőző betegség, amely elsősorban serdülőket és fiatal felnőtteket érint. A fertőzés cseppfertőzéssel és közvetlen érintkezés, különösen csók vagy csoportos vízipipázás útján terjed. A betegséget az Epstein–Barr-vírus okozza, de a citomegalovírus is hasonló tünetekkel járó elváltozásokat hoz létre. A vírus elsősorban a B-limfocitákban szaporodik. A szervezet humorális (vírusfehérjék elleni antitestek termelése) és celluláris immunválasszal (főleg citotoxikus T-limfocitákkal) is védekezik.
A lappangási idő 7–49 nap. A betegség kezdődhet alattomosan (gyakran tünetmentes a lefolyás) vagy hirtelen, súlyosabb tünetekkel: láz, mandulagyulladás, fejfájás, duzzadt nyirokcsomók, levertség, torokfájás, száraz köhögés, izomfájdalom, bőrkiütések. A garat és a lágy szájpad nyálkahártyáján herpeszre emlékeztető kiütések és petechia jelentkezik, a lágy szájpad és az uvula ödémás. A vérkép jellegzetes: leukocitózis atípusos leukocitákkal és trombocitopénia. A tünetek több hétig vagy több hónapig fennállhatnak. A betegség heveny stádiuma három hétig tart, de a nyirokcsomóduzzanat visszahúzódása és a vérkép normalizálódása több hónapig is eltarthat.
A mononucleosis autolimitált betegség és nem igényel kezelést, általában 2–4 héten belül spontán gyógyul. A másodlagos fertőzés kivédésére antibiotikum, egyéb szövődmények (garatödéma) elkerülésére esetleg rövid ideig kortikoszteroid adagolható. Tüneti kezelésként láz– és fájdalomcsillapítók, klórhexidines, hidrogén-peroxidos öblítés jöhet szóba.

## Kórokozója

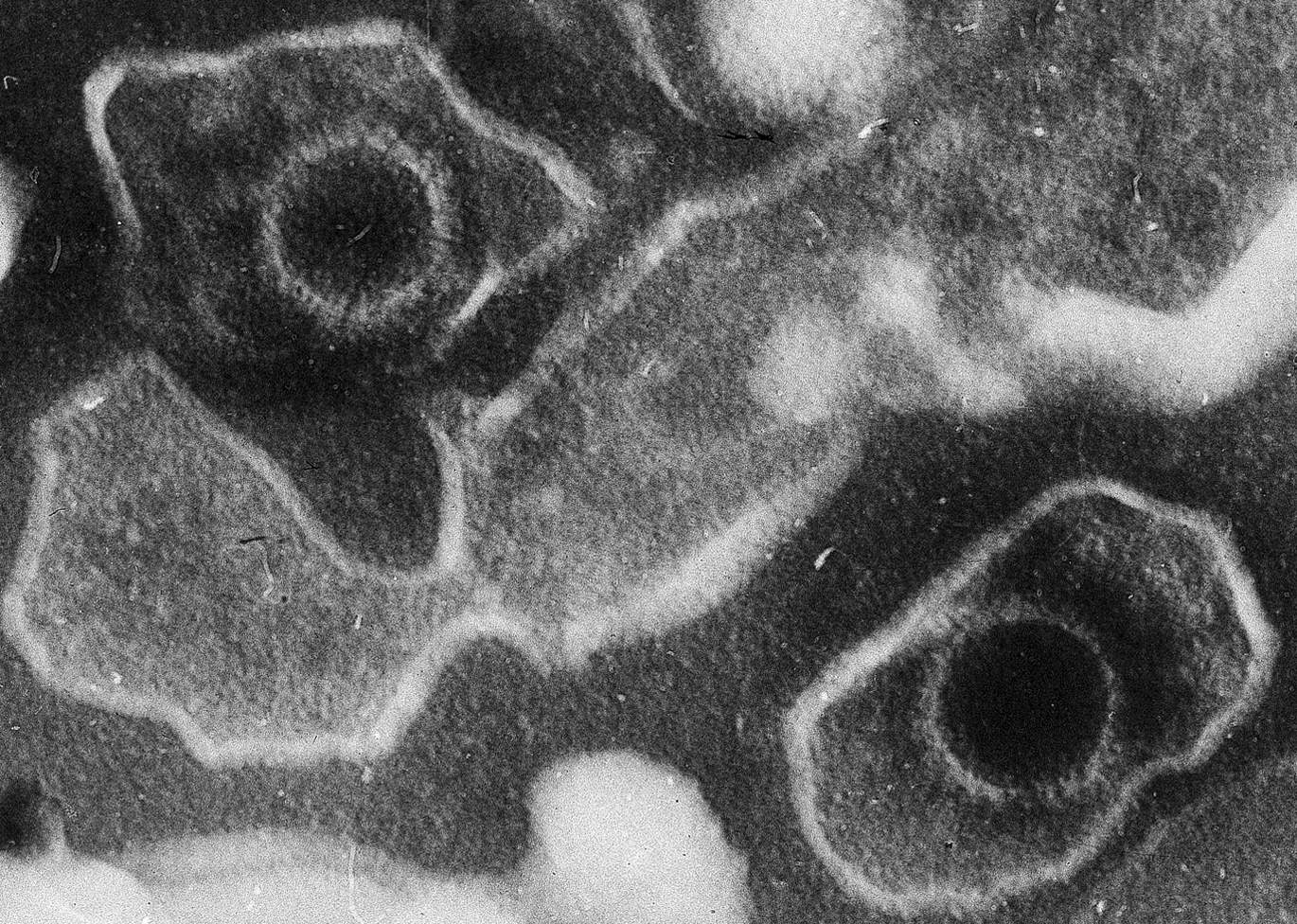
A vírus virionjai

Kórokozója az Epstein-Barr-vírus (EBV), egy burokba zárt, kétszálú DNS vírus (dsDNS). Ez egy Gamma-Herpesz-Vírus és a Herpetoviridae családba tartozik.
Az EBV élete két szakaszra oszlik: az egyikben szaporodik és terjed, a másikban rejtőzködik, ezzel kivonva magát az immunrendszer ellenőrzése alól. Ezáltal a vírusgazda nyirokcsomóiban keletkezik egy olyan tartalék, ahova a vírusok visszavonulhatnak, és ahonnan újabb és újabb fertőzőképes vírusok szabadulhatnak fel.

## Terjedése
A betegség főként nyállal terjed. Cseppfertőzést vagy érintkezésen alapuló fertőzést is gyanítottak, de egyetemi hallgatókon és katonákon végzett kutatások szerint a fertőzött szobatárs nem növeli a kockázatot. Fiatal pároknál gyakran szájról szájra terjed, ezért kapta a csókbetegség nevet több nyelven is (német: Kusskrankheit, angol: kissing disease). A vírus terjedése nem köthetõ  háziállatokhoz mint például kutya, macska, szárnyasok, sertés, marha.
Először az orr, a szájüreg és a garat nyálkahártyája és az ottani B-sejtek fertőződnek meg. A fertőzés után a vírus a beteg immunrendszerének memóriasejtjeiben rejtőzködik, így gyakorlatilag kiirthatatlan. A rejtőzködő vírusokban a csaknem 100 vírusgénből csak 10 fejeződik ki. Ez teszi lehetővé, hogy a vírus elbújjon az immunrendszer elől.
A tünetek elmúlása után a nyál még hetekig fertőző marad. Mivel a vírus később is aktiválódik, ezért a nyál újra és újra fertőzni fog, amit a vírusgazda nem is vesz észre. A vírus aktiválódása kimutatható a vérképből.

## Felismerése

A reaktív limfociták kékkel jelölve

A mononukleózis gyakran észrevétlen marad. Súlyos fáradtság és gyengeség esetén ezért rá is kell gondolni.
Egyértelműen a vérből lehet kimutatni. Elsőre a fehérvérsejtszám megnövekedése utalhat rá, ahol is az összlétszám köbmilliméterenként tízezer és huszonötezer közötti, hatvan-nyolcvan százalékban limfoid sejtek, amiknek egy része atípusos. A máj-enzimek szintje megnövekedett.
A szérumvizsgálat irányadó: Paul-Bunnell-reakcióval, vagy annak módosított változataival kimutatható heterofil antitestek, az Early Antigen (EA) és a Viral Capsid Antigen (VCA) elleni IgM-antitestek jelenléte. A pozitív EBNA-1-IgG-Test (Epstein-Barr Nuclear Antigen-1-IgG-Test) kizárja a friss fertőzést, mivel ezek az antitestek csak hetekkel a fertőzés után kezdődnek termelődni.

## Megkülönböztetése
A mononukleózist el kell határolni a citomegalovírusos (CMV) vagy a HIV vírusos fertőzéstől. A betegség garatgyulladással kezdődik, amit meg kell különböztetni az anginától. A gyakori nyirokcsomó-megnagyobbodást más fertőző betegségek, például toxoplazmózis vagy TBC mellett autoimmun, vagy rosszindulatú betegségek is okozhatják.

## Lefutása
Habár a mononukleózis legyengíti a gazdaszervezetet, a szövődmények ritkák. A rejtőzködő, visszatérő vagy krónikus lefutás ritka, de a fertőzés még ekkor sem számít súlyos megbetegedésnek.
A fertőzés még nem biztos, hogy betegséget is okoz. Ez függ a kórokozó virulenciájától, és a gazdaszervezet immunrendszerének állapotától. Több különböző oka van annak, hogy a beteggel érintkező személyek közül nem mindenki betegszik meg. Lehet az illető immunis, a vírusok száma vagy virulenciája túl alacsony, vagy az immunrendszer meg tudja előzni a tünetek kialakulását. Ha az immunrendszer erős, és a vírusok száma alacsony, akkor a betegség, ha ki is tör, nagyon enyhe lefutást vesz.

### Típusos lefutás

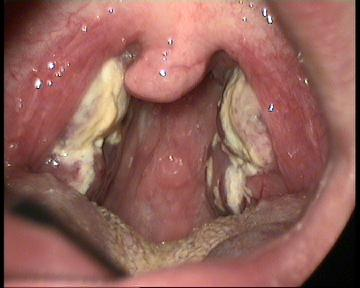

A lappangási idő gyerekeknél 30 nap, felnőtteknél négy-hét hét.
Az elsődleges fertőzés után a betegség influenzaszerű tünetekkel kezdődik: magas lázzal, a lágyék és a végtagok fájdalmával, és erős fáradtsággal. Emellett megnagyobbodnak a nyirokcsomók a nyakon, de néha a hónaljban és a lágyékon is. Sok betegnél gyulladás alakul ki a nyaki régióban, vagy a mandulák gyulladnak be, és piszkosszürke lepedék képződik rajtuk.
Sok betegnek rossz a szájszaga (Foetor ex ore), és rekedtség, beszédzavarok társulnak a tünetekhez. Az éjszakai izzadáson gyakori alsóneműcserével, és nem kitakarózással kell segíteni, különben az eddigiekhez a megfázás tünetei is társulnak, vagy erősödnek. További tünetek lehetnek a lép és a máj duzzadása, fej-, has- és izomfájás, étvágytalanság, hangulatingadozások, depresszió, általános gyengeség, a tájékozódóképesség zavara, hidegrázás, hányinger és száraz köhögés. A tünetek néhány hét vagy hónap alatt elmúlnak, de bármikor visszatérhetnek, és a beteg egész hátralevő életére vírushordozóvá válik.

### Atípusos lefutás
Az atípusos lefutás különösen kisgyerekeken gyakori.
A betegség krónikussá is válhat. Ekkor az érintett hónapokig, vagy évekig lázas, fáradt, levert és depresszív, hiányzik belőle a kezdeményezőkészség. A nyirokcsomók évekig duzzadtak. Összességében a betegség a krónikus fáradtság képét mutatja.
Az immunrendszer legyengülése esetén visszatérnek a tünetek, igaz, általában enyhébb formában. Előfordul, hogy a tünetek azután is hónapokig jelentkeznek, hogy az immunrendszer legyőzte a vírusokat. Ez azért van, mert az immunrendszer túlreagálta a fertőzést.

## Szövődményei
A ritka szövődmények közé tartozik az agyvelőgyulladás, a fertőző vérszegénység, a trombocitopénia, a granulociták számának visszaesése, a májmegnagyobbodás, a tüdő-, szívizom-, vesegyulladás és a sárgaság. Ha jelentkeznek ezek a tünetek, akkor a beteg kórházi kezelésre szorul.
Lépmegnagyobbodás esetén a szervezetet kímélni kell a megerőltetéstől a léprepedés veszélye miatt.
Immungyenge gyerekeknél a betegség különösen súlyos lefutású, vagy akár halálos is lehet.
Gyanítják, hogy a betegség szerepet játszhat a krónikus fáradtság, a sclerosis multiplex, a ritka garatrákok és a szintén ritka limfómák kialakulásában, de ezt még sem megerősíteni, sem cáfolni nem tudták. Egyes régebbi hiedelmekről azonban belátták, hogy nem felelnek meg az igazságnak, így például nem okoz impotenciát.

## Kezelése
A mononukleózis ellen nincs célzott kezelés. Fontos a folyadékbevitel, és esetenként a lázcsökkentés.
Az esetek 10%-ában bakteriális felülfertőzés is kialakul, ezt antibiotikumokkal lehet kezelni. Bizonyos antibiotikumok azonban viszketést és kiütést idéznek elő a mononukleózis miatt. Ezért kell kerülni például a széles körben alkalmazott ampicillint és amoxicillint. Ezek alkalmazása esetén három nappal a gyógyszer bevételét követően jelenik meg a kiütés, két hét alatt végigterjed az egész testen, aztán lassanként elmúlik. Mivel itt nem allergiáról van szó, a vírusfertőzés elmúlása után újra be lehet vetni ezeket a penicillinszármazékokat.

## Immunitás
Az első fertőzés után a vírusgazda immunissá válik az általa hordozott vírussal szemben. Eddig nem vizsgálták az újrafertőződés és az újraaktiválódás körülményeit, vagy a kiújuló, vagy hosszas megbetegedések felléptét.

## Megelőzése
A mononukleózis ellen nincs védőoltás, a megelőzés egyetlen módja a vírusgazdák elkerülése.

## Külső hivatkozások
1. 1 2  Sabine Cepok: Charakterisierung der humoralen Immunantwort bei der Multiplen Sklerose. (németül) Marburg/Lahn: Philipps-Universität Marburg. 2004.   85. o.
2. ↑  J. A. McSherry: Myths about infectious mononucleosis.  1983.   645–6. o. = Can. Med. Assoc. J,
3. ↑  R. N. Sawyer: Prospective Studies of a group of Yale University freshmen. I. Occurence of infectious mononucleosis.  1971.   263–270. o. = J. Infect. Dis,
4. ↑  T. J. Hallee: Infectious mononucleosis at the United States Military Academy. A prospective study of a single class over four years.  1974.   182–195. o. = Yale J. Biol. Med,
5. ↑  R. J. Hoagland: Etiology and epidemiology.  1967.   24–50. o. = Infectious Mononucleosis,

- eMedicine:Infectious Mononucleosis
- Mimi Archiválva 2006. szeptember 6-i dátummal a Wayback Machine-ben [Tiltott forrás?]
- Mononukleózisról a Patikapédián
- Infektiöse Mononukleose, Details, Bilder und Literaturangaben
- web.archive.org → Gesellschaft für Virologie: Kleiner Ratgeber für Patienten zu Epstein-Barr-Virus